# ديفيد وليامز (سياسي)
ديفيد وليامز (بالإنجليزية: David Williams)‏ هو محاضر ‏ وسياسي أسترالي، ولد في 23 أغسطس 1941. حزبياً، نشط في حزب العمال الأسترالي. وقد انتخب عضو المجلس التشريعي الفيكتوري.